# Nueva Cartago (Costa Rica)
Nueva Cartago es una población de la Alcaldía Mayor de Nueva Cartago y Costa Rica, fundada en 1563 por el conquistador portugués al servicio de la Corona española Antonio Álvarez Pereyra, teniente del alcalde mayor Juan Vázquez de Coronado. La población, que estaba emplazada cerca de la comunidad indígena de Cía, en las llanuras llamadas hoy de Buenos Aires, en la actual Provincia de Puntarenas (Costa Rica), fue abandonada por su fundador y vecinos cuando apenas tenía un mes de existencia, debido a la falta de víveres.